# Ctenoplusia sigillata
Ctenoplusia sigillata är en fjärilsart som beskrevs av Claude Dufay 1970. Ctenoplusia sigillata ingår i släktet Ctenoplusia och familjen nattflyn. Inga underarter finns listade i Catalogue of Life.